# Super fóton
Um único super fóton é um fluido de estado líquido quântico de fótons em superfluidez composto de muitos milhares de partículas de luz individuais. Ele é uma fonte de luz in estado condensado óptico de Bose-Einstein.

## Processo
Em 2010, pesquisadores tiveram sucesso pela primeira vez na criação de um condensado de Bose-Einstein a partir de partículas de luz (fótons). Os físicos capturam partículas de luz em um ressonador feito de dois espelhos curvos espaçados um pouco mais de um micrômetro que refletem um feixe de luz alternativo rapidamente. O espaço é preenchido com uma solução de corante líquido, que serve para resfriar os fótons. Isso é feito pelas moléculas do corante que capturam os fótons e os ejetam novamente, o que leva as partículas de luz à temperatura da solução do corante - equivalente à temperatura ambiente.
Os espelhos um tanto translúcidos fazem com que os fótons sejam perdidos e substituídos, criando um desequilíbrio que faz com que o sistema não assuma uma temperatura definida e seja colocado em oscilação. Isso cria uma transição entre esta fase oscilante e uma fase amortecida. Amortecido significa que a amplitude da vibração diminui. Uma característica é que o efeito do laser geralmente não é separado daquele do condensado de Bose-Einstein por uma transição de fase e não há uma fronteira bem definida entre os dois estados.